# Tausend Tele-Tips

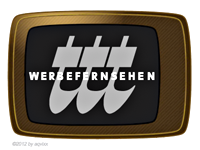
Tausend Tele-Tips DFF

Tausend Tele-Tips (zu Beginn: Tinas tausend Tele-Tips) war eine Werbesendung der DDR. Sie wurde erstmals 1960 im DFF ausgestrahlt und war der Nachfolger der Sendung Notizen für den Einkauf. Die Länge der Sendung betrug bis zu 30 Minuten. Zu Beginn wurde sie nur montags ausgestrahlt, später jeden Tag außer Sonntag. Die Sendung wurde jeweils vor der Gute-Nacht-Geschichte des Kinderfernsehens (Unser Sandmännchen) gezeigt. Am Wochenende trat zusätzlich zweimal im Monat der Fernsehkoch Kurt Drummer auf.
Die Sendung bestand aus Kurzfilmen zu Gefährdungen, Gesundheits-, Versicherungs- und Arbeitsschutz, Reparaturtipps und Produktwerbung. Es wurden Puppen- und Zeichentrickfilme sowie Kurzfilme (z. B. nachgestellte Einkaufszenen von Produkten) gezeigt. Hierbei fielen die Produktinformationen eher dürftig aus.
Als weitere Werbesendung kann die Sendung Fisch auf den Tisch mit  Rudolf Kroboth angesehen werden, der neue und weniger bekannte Fischsorten vorstellte. Hier wurden speziell solche Produkte präsentiert, die sich schlechter verkauften.
Ab 1969 sendete in überarbeiteter Form auch das zweite Programm DFF 2 die Tausend Tele-Tips.
Seit 1975 war nur noch Werbung für die Bereiche Materialökonomie, Gesundheitserziehung, Versicherungsschutz, Kulturpolitik, Lotterie, Produktionspropaganda, Verkaufsraum- und Schaufenstergestaltung und Werbung für die Teilnahme an Messen und Ausstellungen erlaubt. Im Jahr 1976 wurde die Sendung vollständig eingestellt.